# Jardinella edgbastonensis
Jardinella edgbastonensis é uma espécie de gastrópode  da família Hydrobiidae.
É endémica da Austrália.